# Mohammad Seifzadeh
Mohammad Seifzadeh (Qom, 1948) è un avvocato e attivista iraniano, imprigionato dalle autorità iraniane.

## Biografia
Tra i fondatori del Centro per la Difesa dei Diritti Umani in Iran, nell'ottobre 2010 viene condannato a nove anni di carceri e a un decennio di astensione dalla sua professione di avvocato, colpevole secondo l'accusa di "agire contro la sicurezza nazionale".
Riguardo a questo periodo di detenzione, Seifzadeh ha affermato: "Durante la mia ultima detenzione ho subito sette attacchi di cuore, al punto che ho smesso di respirare e non riuscivo più a sentire le braccia e le gambe. Le autorità carcerarie mi hanno mandato all'Organizzazione Medica Forense e nonostante i medici confermassero che avrei potuto morire se tenuto in prigione, mi hanno fatto scontare l'intera pena."
Una volta scarcerato, nel luglio 2023 torna nuovamente in carcere, condannato a un anno di prigionia per aver sottoscritto una lettera ad António Guterres (Segretario generale delle Nazioni Unite), nel clima delle Proteste per la morte di Mahsa Amini. L'accusa è di "propaganda contro il sistema" e "pubblicazione di menzogne per disturbare l'opinione pubblica".